# 希捷科技

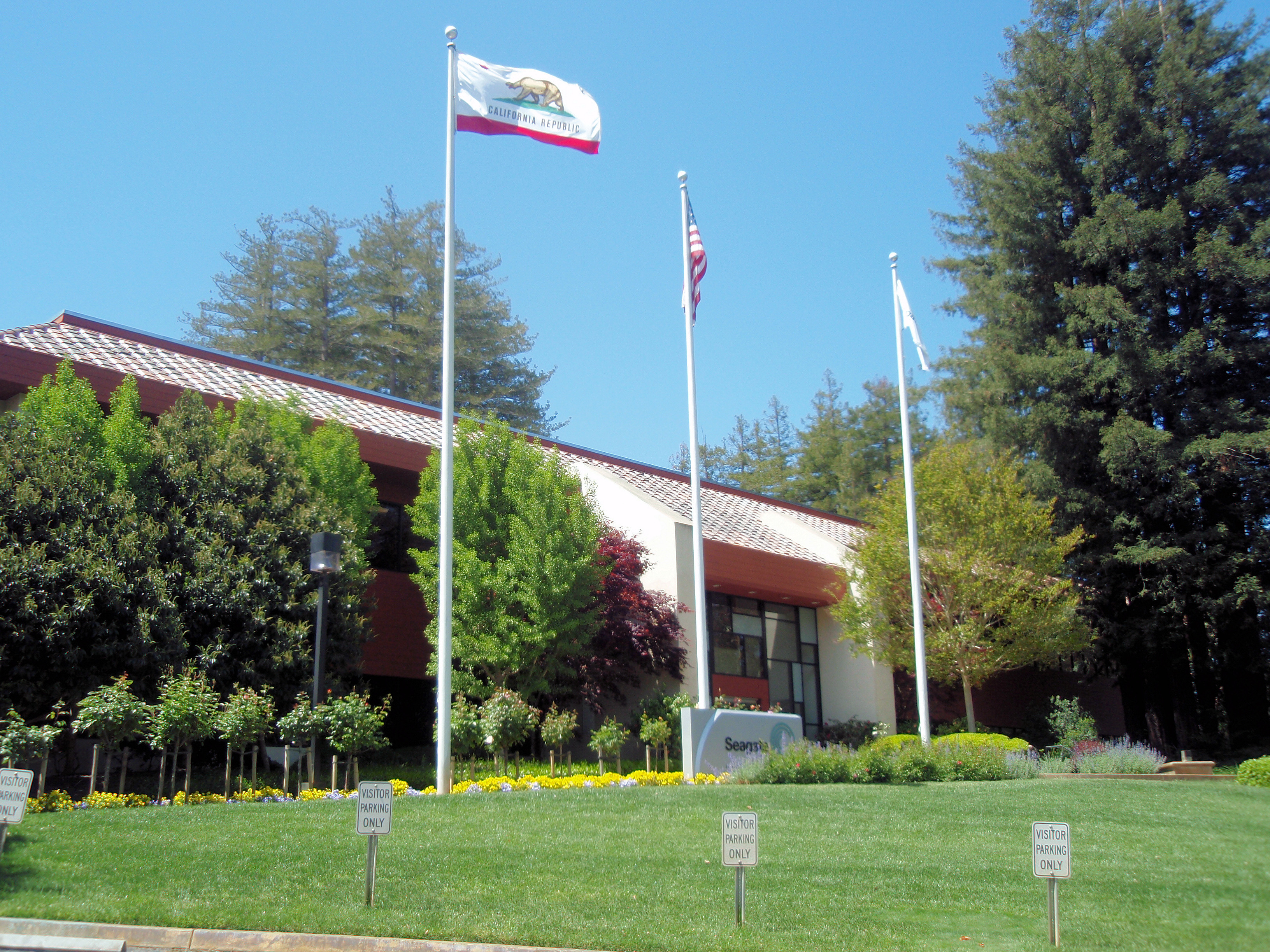
位于斯科茨谷的前希捷科技总部

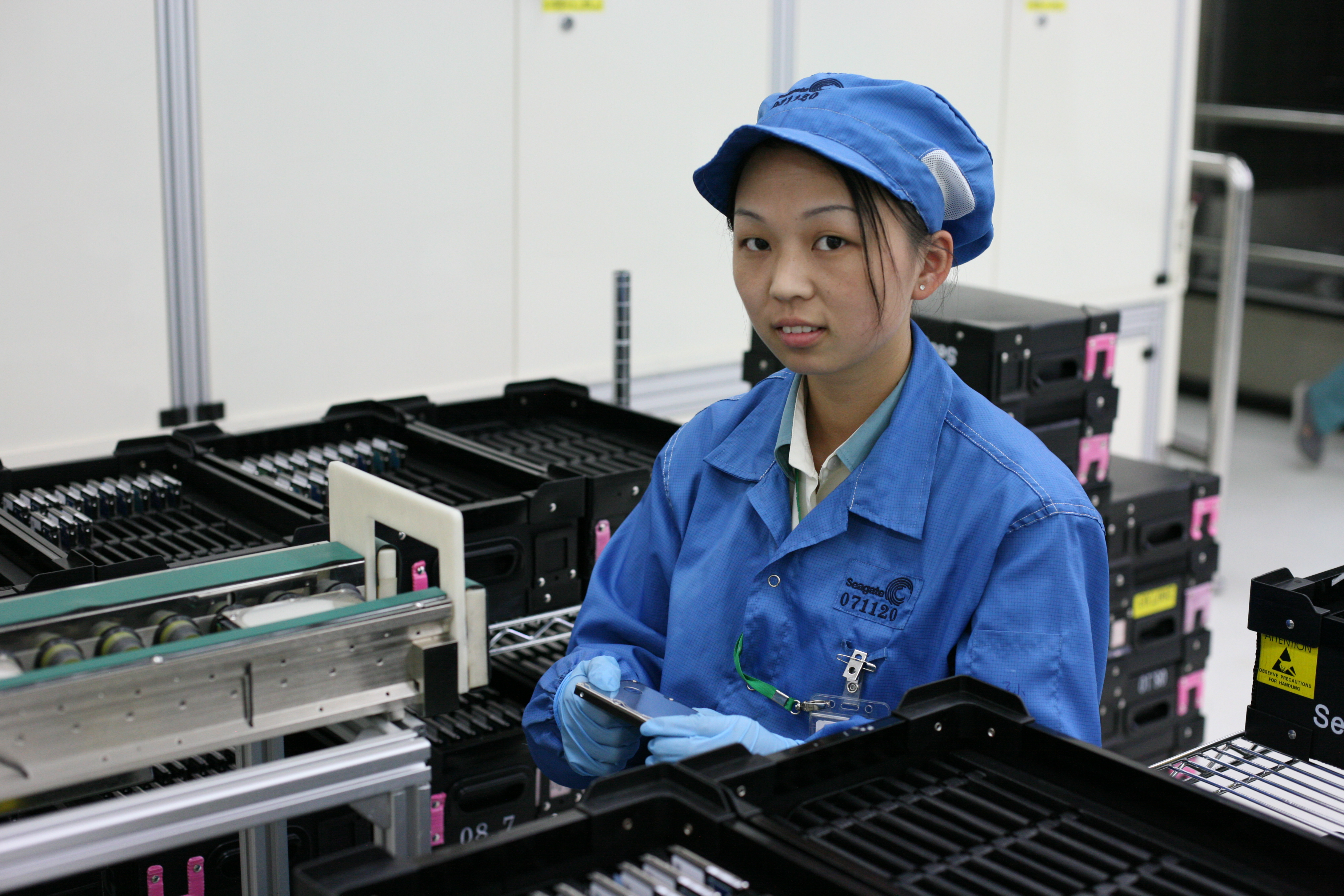
中國希捷硬碟廠的勞工

希捷科技（英語：Seagate Technology）是全球主要的硬碟廠商之一。

## 历史
於1979年在美國加州成立。現時，希捷的主要產品包括桌面硬碟、企業用硬碟、筆記型電腦硬碟和微型硬碟，它的第一個硬碟產品容量是5MB。在2006年5月，希捷科技收購了另一間硬碟廠商迈拓公司（Maxtor）。產品銷量方面，希捷宣稱為銷量第一的公司，售出十億個硬碟產品。
其硬碟检测工具名為「SeaTools」，有在線版、桌面用户版和企業版。工具可以顯示出硬碟的健康状况，並告訴用家硬碟的問題所在。企業版本並不支援ATA和SATA接口，只支援SCSI和光纖接口，亦可以同時檢查多個硬碟。
其硬盘备份工具为，基于Acronis True Image备份工具。但该软件仅支持Seagate\Maxtor\Samsung的硬盘。

## 产品
希捷科技的主要产品有：
- Barracuda（新梭魚）：面向桌面用户的3.5英寸，7200转硬盘。
- Skyhawk（監控鷹）:主要面向為監控硬碟。
- Ironwolf（那嘶狼）:主要面向為NAS硬碟。
- EXOS X,E（银河）:主要面向為企業用硬碟。
- Firecuda（火梭魚）:主要面向为游戏用硬盘。
- Nytro（雷霆）:SSD產品。
- 其他:移动硬盘等。
- 移动硬碟成品

固態硬碟產品方面，縱使公司認為傳統硬碟仍然是主流，但在2008年11月的時候，公司宣佈會為相關產品投入一亿元美金研發。目前，希捷會專注研究混合了SLC与MLC晶片的固態硬碟；前者的性能較好，而後者的單位顆粒之成本較低。

## 大事記
- 1979年 - 希捷科技在美國加州成立
- 1980年 - 推出首款5.25吋硬碟
- 1986年 - 原公司創辦人之一Finis Conner離開希捷，另創立康諾（Conner Peripherals）
- 1992年11月 - 推出首款轉數達7200 RPM的硬碟
- 1996年 - Conner Peripherals與希捷合併
- 1997年10月 - 推出全球首款以光纖作為傳輸通道介面的硬碟
- 1998年1月 - 推出全球首款7200 RPM的桌面硬碟MedalistPro
- 1998年3月 - 第10億個硬碟磁頭出廠
- 1999年4月 - 付運第2億5000萬部硬碟
- 1999年11月 - 推出划时代的7200 RPM桌面系列Barracuda ATA硬盘，为希捷在桌面市场的垄断地位奠定基础。
- 2000年 - 推出世界上第一台15K RPM驱动器Cheetah（捷豹） 15K系列
- 2003年 - 希捷推出Momentus系列2.5英寸(笔记本)驱动器，此系列驱动器让希捷重返笔记本硬盘市场。
- 2005年12月21日 - 宣佈以19億美元收購邁拓公司（Maxtor）
- 2006年1月9日 - 獲《福布斯》雜誌評為2006年最佳公司
- 2009年3月 - 自2008年12月後販售之部份硬碟發生韌體錯誤的重大事件，全球各地皆傳出災情。
- 2011年4月19日 - 宣佈以13.75億美元收購三星電子的硬碟事業部[4]
- 2012年5月23日 - 宣佈以1.86億美元收購LaCie 64.5%的股權
  - LaCie持有德國電視生產商Loewe AG公司11.17%股權
- 2015年-更換成最新LOGO
- 2017年1月10日 - 宣布關閉位於中國蘇州工业园区的硬碟機工廠，這是希捷自擴大泰國工廠的硬碟機產能以後，首次關閉現有的硬碟機生產線[5]。希捷2016年份淨利潤下跌85%，計畫全球裁員6500人，可能受SSD碟技術進步和全球桌上電腦銷售疲軟打壓。
- 2023年4月19日 - 希捷因向名列實體清單的中國電信業巨头華為售出價值超過11億美元的740萬顆硬碟，違反美國出口管制條例，遭美國商務部罰款3億美元[6]。

## 外部連結
- 希捷官網
- 希捷官網 - 中文
- 追寻希捷29年历程 （页面存档备份，存于）